# دالي لونغ
دالي لونغ (بالإنجليزية: Dale Long)‏ هو لاعب كرة قاعدة أمريكي، ولد في 6 فبراير 1926 في سبرينغفيلد في الولايات المتحدة، وتوفي في 27 يناير 1991 في بالم كوست في الولايات المتحدة بسبب سرطان.

## وصلات خارجية
- دالي لونغ على موقع دوري كرة القاعدة الرئيسي (الإنجليزية)
- دالي لونغ على موقعبيزبول رفرنس.كوم (الدوري الرئيسي) (الإنجليزية)
- دالي لونغ على موقعبيزبول رفرنس.كوم (الدوري الثانوي) (الإنجليزية)